# International Invitational Hockey Tournament Londen 2012
Het Invitational Hockey Tournament Londen 2012 was een hockeytoernooi voor mannen en vrouwen landenteams ter voorbereiding op de Olympische Zomerspelen 2012 in Londen. Het toernooi werd gehouden van 2 mei tot en met 6 mei 2012 op het Olympic Hockey Centre te Londen.

## Deelnemende landen
Mannen

- Australië
- Groot-Brittannië
- Duitsland
- India

Vrouwen

- Argentinië
- China
- Groot-Brittannië
- Zuid-Korea

## Uitslagen

### Mannen

#### Poulefase
| Team             | P | W | GL | V | DS |
| ---------------- | - | - | -- | - | -- |
| Duitsland        | 9 | 3 | 0  | 0 | +4 |
| Australië        | 4 | 1 | 1  | 1 | +2 |
| Groot-Brittannië | 4 | 1 | 1  | 1 | 0  |
| India            | 0 | 0 | 0  | 3 | −6 |

#### Finales
De nummer 1 uit de poule speelt tegen de nummer 2 om het goud en de nummer 3 uit de poule speelt tegen de nummer 4 om het brons.
Om het brons
| 6 mei 2012 15:45 UTC            |                    |                  |  |
| Groot-Brittannië                | 2 - 1              | India            |  |
| 35' James Tindall 57' Rob Moore | verslag[dode link] | 24' VR Raghunath |  |

Om het goud
| 6 mei 2012 18:30 UTC                                                                               |                    |                                  |  |
| Duitsland                                                                                          | 5 - 2              | Australië                        |  |
| 22' Tobias Matania 33' Thilo Stralkowski 36' Florian Fuchs 60' Matthias Withaus 67' Philipp Zeller | verslag[dode link] | 24' VR Raghunath 57' Matt Gohdes |  |

### Vrouwen

#### Poulefase
| Team             | P | W | GL | V | DS |
| ---------------- | - | - | -- | - | -- |
| Groot-Brittannië | 9 | 3 | 0  | 0 | +4 |
| Argentinië       | 4 | 1 | 1  | 1 | +2 |
| Zuid-Korea       | 4 | 1 | 1  | 1 | 0  |
| China            | 0 | 0 | 0  | 3 | −6 |

#### Finales
De nummer 1 uit de poule speelt tegen de nummer 2 om het goud en de nummer 3 uit de poule speelt tegen de nummer 4 om het brons.
Om het brons
| 6 mei 2012 09:30 UTC                         |                    |                                |  |
| Zuid-Korea                                   | 3 - 2              | China                          |  |
| 3' Seonok Lee 11' Kiju Park 33' Seulki Cheon | verslag[dode link] | 20' Yudiao Zhao 70' Hongxia Li |  |

Om het goud
| 6 mei 2012 12:15 UTC  |                    |            |  |
| Groot-Brittannië      | 2 - 0              | Argentinië |  |
| 37' 42' Crista Cullen | verslag[dode link] |            |  |